# Lela Loren
Lela Loren, nome completo Lela Maria Loren Avellaneda Sharp (Sacramento, 7 maggio 1980), è un'attrice statunitense di origine messicana, nota al grande pubblico per il ruolo di Angela Valdes nella serie televisiva Power.

## Biografia

### Carriera
Nata a Sacramento in California il 7 maggio del 1980, originaria del Messico, avvia la sua carriera cinematografia nel 2006 impersonando Yola, un'immigrata messicana di cui Joseph Martin, famoso romanziere, ne farà icona del suo libro nel film Between the Lines di Anisha Pattanaik. Nello stesso anno prende parte ad alcuni episodi di famose serie TV quali Cold Case - Delitti irrisolti, dove interpreta Ana Castilla, un corriere della droga, CSI: Miami e CSI: NY. Nel 2007 fa da comparsa nel film Reign Over Me, recita nel ruolo di Nydia Hernandez nella serie poliziesca The Shield e partecipa ad un episodio di Ghost Whisperer - Presenze come Anna Sanchez.
Tra il 2008 e il 2012 continua a ricoprire ruoli di sfondo nelle serie televisive più note, tra cui NCIS - Unità anticrimine, Chuck, Lost, The Mentalist, The Closer e Covert Affairs, mentre nel 2011 partecipa al film The Reunion di Michael Pavone. Nel 2012 si unisce al cast della webserie H+ prodotta da Bryan Singer, nel ruolo di Francesca Rossi, un'italiana trasferitasi negli Stati Uniti che vive in un'epoca diversa dai giorni nostri, priva degli elementi basilari di telecomunicazione sostituiti da un microchip impiantato sulla corteccia cerebrale, in grado di connettere virtualmente se stessi a Internet.
Nel 2013 si cala nei panni di Vanessa nel film d'azione Snitch - L'infiltrato e si aggrega al cast di Una notte da leoni 3 come comparsa, nel ruolo di una poliziotta, e sempre nello stesso anno interpreta l'antagonista nel film TV Stalkers, vestendo nuovamente i panni di una poliziotta dal passato sofferto. Nel 2014 impersona Silvia in Gang Related e Angela Valdes, procuratrice federale nella serie TV drammatica Power, di cui è protagonista affiancata da Omari Hardwick.

## Vita privata
Il suo nome completo è Lela Maria Loren Avellaneda Sharp. Ha origini messicane ereditate dalla madre, nativa di Città del Messico. È cresciuta assieme al fratello Daniel e conosce, oltre alla lingua inglese, lo spagnolo e l'italiano.

## Filmografia

### Cinema
- Between the Lines, regia di Anisha Pattanaik (2006)
- Reign Over Me, regia di Mike Binder (2007)
- Flotsam, regia di Michael Curtis Johnson – cortometraggio (2008)
- The Reunion, regia di Michael Pavone (2011)
- Snitch - L'infiltrato (Snitch), regia di Ric Roman Waugh (2013)
- Una notte da leoni 3 (The Hangover Part III), regia di Todd Phillips (2013)
- The Man from Toronto, regia di Patrick Hughes (2022)
- La memoria dell'assassino (Knox Goes Away), regia di Michael Keaton (2023)

### Televisione
- Cold Case - Delitti irrisolti (Cold Case) – serie TV, episodio 3x15 (2006)
- CSI: Miami – serie TV, episodio 4x23 (2006)
- CSI: NY – serie TV, episodio 3x10 (2006)
- The Shield – serie TV, 3 episodi (2007)
- Ghost Whisperer - Presenze (Ghost Whisperer) – serie TV, episodio 3x3 (2007)
- The Unit – serie TV, episodio 4x2 (2008)
- NCIS - Unità anticrimine (NCIS) – serie TV, episodio 7x6 (2009)
- Chuck – serie TV, episodio 3x14 (2010)
- Lost – serie TV, episodio 6x15 (2010)
- The Mentalist – serie TV, episodio 3x12 (2011)
- The Closer – serie TV, episodio 7x8 (2011)
- Covert Affairs – serie TV, 1 episodio (2012)
- H+ – webserie, 11 episodi (2012-2013)
- Stalkers, regia di Mark Tonderai – film TV (2013)
- Gang Related – serie TV, 8 episodi (2014)
- Power – serie TV, 63 episodi (2014-2019)
- Bull – serie TV, episodio 3x04 (2018)
- Altered Carbon – serie TV, 8 episodi (2020)
- American Gods – serie TV, 6 episodi (2021)

## Doppiatrici italiane
Nelle versioni in italiano delle opere in cui ha recitato, Lela Loren è stata doppiata da:
- Ilaria Latini in Cold Case - Delitti irrisolti, CSI: Miami, The Shield, The Man from Toronto
- Domitilla D'Amico in Ghost Whisperer - Presenze, Snitch - L'infiltrato, Altered Carbon, American Gods
- Elena Morara in CSI: NY
- Micaela Incitti in Chuck
- Francesca Manicone in Lost
- Emanuela D'Amico in The Mentalist
- Anna Cesareni in Power